# Stillwater (Oklahoma)
Stillwater és la desena ciutat més poblada d'Oklahoma, als Estats Units d'Amèrica. Segons el cens del 2000 tenia 39.065 habitants.

## Demografia
Segons el cens del 2000, Stillwater tenia 39.065 habitants, 15.604 habitatges, i 7.318 famílies. La densitat de població era de 541,6 habitants per km².
Dels 15.604 habitatges en un 20,8% hi vivien nens de menys de 18 anys, en un 36,1% hi vivien parelles casades, en un 7,7% dones solteres, i en un 53,1% no eren unitats familiars. En el 34,6% dels habitatges hi vivien persones soles el 6,9% de les quals corresponia a persones de 65 anys o més que vivien soles. El nombre mitjà de persones vivint en cada habitatge era de 2,13 i el nombre mitjà de persones que vivien en cada família era de 2,81.
Per edats la població es repartia de la següent manera: un 15,2% tenia menys de 18 anys, un 38,2% entre 18 i 24, un 24,4% entre 25 i 44, un 13,6% de 45 a 60 i un 8,7% 65 anys o més.
L'edat mediana era de 24 anys. Per cada 100 dones de 18 o més anys hi havia 102,4 homes.
La renda mediana per habitatge era de 25.432$ i la renda mediana per família de 41.938$. Els homes tenien una renda mediana de 31.623$ mentre que les dones 22.312$. La renda per capita de la població era de 15.789$. Entorn del 12,6% de les famílies i el 27,3% de la població estaven per davall del llindar de pobresa.

## Poblacions més properes
El següent diagrama mostra les poblacions més properes.